# Erina Ikuta
Erina Ikuta (生田 衣梨奈 Ikuta Erina?,  Fukuoka, Prefectura de Fukuoka, Japón, 7 de julio de 1997) es una cantante, bailarina y ex-modelo japonesa, actualmente miembro de Morning Musume. Se unió al grupo en 2011 junto con Riho Sayashi, Kanon Suzuki y Mizuki Fukumura como parte de la novena generación. El 26 de noviembre de 2014, se convirtió en la sublíder de Morning Musume a la par con Haruna Iikubo. El 30 de noviembre de 2023 se convirtió en la décima líder y la integrante con más tiempo en el grupo tras la graduación de Mizuki Fukumura.

## Biografía

### Morning Musume y otros proyectos
Antes de unirse a Hello! Project, Ikuta trabajaba como modelo de moda para Elegant Promotion, y tenía un blog donde publicaba fotos de lo que estaba haciendo y los trajes que llevaba. Ikuta fue seleccionada para unirse a la novena generación de Morning Musume el 2 de enero de 2011, junto con Riho Sayashi, Kanon Suzuki y Mizuki Fukumura. La nueva generación fue revelada oficialmente en el concierto Hello! Project 2011 Winter: Kangei Shinsen Matsuri. Ikuta hizo su debut oficial en el sencillo 45 de Morning Musume, titulado Maji Desu ka Ska! y lanzado el 6 de abril de 2011.
En agosto de 2011, Ikuta reemplazó a Saki Ogawa de Angerme en el programa matutino para niños Oha Suta como una "Oha Girl". El 27 de marzo de 2012, Ikuta se graduó del espectáculo. El 18 de abril de 2012, se anunció que los miembros de Morning Musume de la novena y décima generación protagonizarían una nueva obra teatral titulada Stacey's Shoujo Saisatsu Kageki, programada para estrenarse del 6 al 12 de junio de 2012.
A partir de finales de 2014, fue seleccionada como sublider de Morning Musume '14, junto a Haruna Iikubo.
En 2022, ella junto a Mizuki Fukumura se convirtieron en las integrantes con más tiempo en el grupo, superando el récord de 11 años de Sayumi Michishige, integrante de la sexta generación.
En 2023, a partir del 30 de noviembre, después de la graduación de Mizuki Fukumura tanto del grupo como de Hello! Project (conglomerado al que pertenece el grupo), Erina se convirtió en la décima líder del grupo después de 9 años siendo sublíder, y se volvió la integrante con más tiempo dentro del grupo hasta la fecha, superando a Fukumura (con la que compartía el récord) y a Michishige. 
El 2 de enero de 2025, se anunció que Ikuta se graduará de tanto Morning Musume como de Hello1 Project en el último concierto de la gira de conciertos de primavera del grupo "Mighty Magic". Días después reveló que tras su graduación planea empezar una carrera en solitario. 

### Color en Morning Musume
En Morning Musume, a Ikuta se le asignó originalmente el color púrpura. En julio de 2012, su color cambió a amarillo verdoso, el color de Risa Niigaki, quien se había graduado de la banda el 18 de mayo de 2012.

## Grupo y unidades de Hello! Project
- Morning Musume (2011–presente)
- Hello! Project Mobekimasu (2011–2012)
- Harvest (2012–2016)
- Hello Project Dance Club (2013-2015)
- Hello! Project MobekisuJ (2013)
- HI-FIN (2013–2016)
- Morning Musume 20th (2017-2018)